# Mushihime-sama
Mushihime-sama (虫姫さま?) (lit. "Princesa insecto") es un juego arcade desarrollado por Cave y lanzado por Taito Corporation en el 2004. Fue portado más tarde a PlayStation 2 (en el 2005). El juego posee una estética relacionada con los insectos, siendo todos los enemigos similares a distintos tipos de insectos como escarabajos o mariposas. Principalmente, el juego está situado en bosques.

## Modos de juego
La versión de PlayStation 2 de Mushihime-sama presenta cuatro modos distintos:
- Original - Idéntico a la versión de arcade.
- Maniac - Posee mayor cantidad de balas así como un sistema de puntaje basado en las cadenas de enemigos.
- Ultra - Mantiene el sistema de cadenas del modo Maniac y posee aún más balas.
- Arrange - Muy similar a Maniac, aunque el jugador empieza sin continues aunque con más poder de fuego.

También, si una bala impacta en el jugador mientras este tiene una bomba o más, no muere sino que lanza una bomba. Es por eso que se considera el modo más fácil por los jugadores, que pueden vencerlo con un solo crédito.